# 湯姆·儒諾
湯姆·儒諾（英語：Tom Junod，1958年4月9日—）是一名美國記者。他曾獲得美國雜誌編輯協會頒發的兩項美國國家雜誌獎。

## 早年
1980年，儒諾畢業於紐約州立大學奧爾巴尼分校，獲得英語文學士學位。

## 生涯
儒諾在跟隨《GQ》編輯大衛·M·格蘭傑後，於1997年開始擔任《君子雜誌》的作者。他也為《Atlanta》、《生活》、《運動畫刊》工作過。截至2019年11月，他是《ESPN The Magazine》的作家。
儒諾也因為他在《君子雜誌》上刊登費迪·羅傑斯而聞名。儒諾表示，他與羅傑斯的相遇改變了他對生活的看法。該事件被改編成2019年電影《知音時間》。儒諾也出現在廣受好評的紀錄片《Won't You Be My Neighbor?》（2018年）。

## 外部連結
- Interview with Tom Junod on NPR's All Things Considered （页面存档备份，存于）
- Junod's The Falling Man feature in Esquire （页面存档备份，存于）
- Junod's Can You Say...Hero? profile in Esquire （页面存档备份，存于）